# Куніцин Сержіо
Сержіо Куніцин (нар. 26 грудня 1984, Київ) — український телеведучий та продюсер колишнього телеканалу «НЛО TV».

## Біографія
Народився 26 грудня 1984 року в Києві. Закінчив ліцей №157 та Міжнародний Соломонів університет.
З 2013 по 2022 рік — ведучий та продюсер каналу «НЛО TV». Вів програми «Роздовбаї», «Чистоплюї», «Трололо», «На всіх парах» та «Оттак Мастак». Працює ведучим у нічному клубі «Caribbean Club».
Одружений, має доньку. Заснував компанію «Kunica Production Studio».

## Телебачення
- 2014—2016 — Роздовбаї (НЛО TV) — автор ідеї, ведучий, продюсер
- 2014 — Пападос-шоу (НЛО TV) — автор ідеї, продюсер
- 2014—2016 — Чистоплюї (НЛО TV) — автор ідеї, ведучий, продюсер
- 2015 — Трололо (НЛО TV) — автор ідеї, ведучий, продюсер
- 2015 — На всіх парах (НЛО TV) — автор ідеї, ведучий, продюсер
- 2016—2019 — Оттак Мастак (НЛО TV) — автор ідеї, ведучий, продюсер

## Фільмографія
- 2014 — Біба і Боба (НЛО TV) — автор ідеї, продюсер, актор озвучення[9]
- 2019—2020 — Паніка Вова (НЛО TV/Індиго TV) — автор ідеї, продюсер[10]
- 2019—2021 — Громада (НЛО TV) — автор ідеї, продюсер[10]
- 2021 — Останній лицар (короткометражний) — продюсер[11]